# Талај
Талај (грч. Ταλαός) је у грчкој митологији био краљ Аргоса.

## Митологија
Био је син Бијанта и Пере, а ожењен Лисимахом, Лисијанасом или Еуриномом. Као његова деца се помињу Адраст, Ерифила, Партенопеј, Аристомах, Мекистеј и Пронакт. Хигин наводи још две његове кћерке. Његове синове понекад називају Талајидима, а њега самог Паусанија назива Кретеидом, пошто је потомак Кретеја. Био је један од Аргонаута и његов гроб је приказиван на Аргосу.